# AppleWorks
AppleWorks war ein integriertes Programmpaket des US-amerikanischen Unternehmens Apple. Es enthielt verschiedene Büroanwendungen, u. a. eine Textverarbeitung, eine Tabellenkalkulation, eine Datenbank, ein Zeichen-, Mal- und Präsentationsmodul sowie ein Kommunikationsmodul. AppleWorks wurde 2007 durch das Programmpaket iWork abgelöst.

## Geschichte
Ursprünglich wurde ein Programmpaket 1984 unter diesem Namen für den Apple II auf den Markt gebracht. Es bestand aus einer Textverarbeitung und einer Tabellenkalkulation, die Visicalc ablöste. Die Darstellung war zeichenorientiert. Verschiedene Anbieter, u. a. Beagle Bros Inc. (TimeOut-Module) und PinPoint Software, boten Erweiterungen an, mit denen Appleworks automatisiert werden konnte.
Mit der Einführung des Apple IIgs entwickelte die Firma StyleWare eine integrierte Lösung mit graphischer Benutzeroberfläche GS Works, welche Textverarbeitung, Tabellenkalkulation, ein einfaches Malprogramm und Kommunikationswerkzeug beinhaltete. GS Works wurde von Claris aufgekauft und in AppleWorks GS umbenannt. Die unzureichende Codebasis soll der Hauptgrund dafür gewesen sein, dass es mit Ausnahme einer einzigen Fehlerkorrektur nie zu einer Folgeversion kam. Von der Funktionalität her kam AppleWorks GS nicht an die zeichenorientierte Vorgängerversion heran, die fortan unter dem Namen AppleWorks Classic verkauft wurde. Mit dem Verschwinden der Apple-II-Familie wurde schließlich der Name für die Macintosh-Familie wieder frei. Obwohl Apple weder für AppleWorks Classic noch AppleWorks GS großangelegte Werbung betrieb, zählte die Produktlinie zur meistverkauften Software der 80er Jahre.
AppleWorks für den Mac trug ursprünglich den Namen ClarisWorks (nach der damaligen Apple-Tochterfirma Claris). Die erste Version für den Macintosh erschien im Herbst 1991. In den folgenden Jahren kamen mehrere Versionen heraus, teilweise auch für Microsoft Windows, allerdings ohne das Kommunikationsmodul. Nachdem Claris Anfang 1998 aufgelöst worden war, übernahm Apple das Programm direkt und änderte den Namen in AppleWorks. Die Version 6.0 kam im März 2000 heraus, das letzte kleinere Update (Version 6.2.9 in der Version für Mac OS X) im Herbst 2003.
Das Kommunikationsmodul diente zu einer Zeit, als das Internet noch wenig verbreitet war, dazu, mittels Modem oder direkt über serielle Schnittstellen auf Server zuzugreifen. Verschiedene Dateienübertragungsmodi (XModem, ZModem) und Terminalemulationen standen zur Verfügung. Besonders die VT100-Emulation zeigte Treue zum Original (zeichenorientierte Graphik). Wegen des Wegfalls der seriellen Schnittstellen bei den neueren Macs wurde das Kommunikationsmodul ab Version 6 weggelassen.
Am 11. Januar 2005 stellte Apple das Büropaket iWork vor, welches das Präsentationsprogramm Keynote und ein neues Textverarbeitungsprogramm namens Pages enthält. Seit der im August 2007 erschienenen Version iWork '08 ist auch die Tabellenkalkulation Numbers enthalten. Mit der Einführung von iWork '08 teilte Apple seinen Wiederverkäufern mit, dass AppleWorks nun den „End of Life“-Status erreicht habe und nicht mehr weiter verkauft werde. Die Website von AppleWorks wurde mit Hinweis auf den Nachfolger iWork '09 geschlossen. AppleWorks wurde noch bis zur Umstellung von Mac OS X auf Intel-Prozessoren im Jahr 2006 standardmäßig mit den Consumer-Macs (Mac mini, iBook, iMac) ausgeliefert.